# Miguel Oliveira
Miguel Ângelo Falcão de Oliveira (sinh ngày 04/01/1995) là một tay đua MotoGP người Bồ Đào Nha. Miguel Oliveira đã giành được nhiều chiến thắng thể thức MotoGP. Mùa giải MotoGP 2021, Oliveira thi đấu cho đội đua Red Bull KTM Factory.

## Sự nghiệp
Từ năm 2011-2015: Oliveira thi đấu thể thức Moto3/125cc, thành tích cao nhất của anh là chức Á quân năm 2015.
Từ năm 2016-2018: Oliveira thi đấu thể thức Moto2, anh lần lượt đoạt hạng ba năm 2017 rồi hạng nhì (Á quân) năm 2018.
Mùa giải 2019 Miguel Oliveira chuyển lên thi đấu MotoGP cho đội đua Tech 3 là vệ tinh của KTM. Do số số xe quen thuộc của Oliveira là số 44 đã thuộc về Pol Espargaro nên anh phải chọn số 88 để thi đấu.
Oliveira phải nghỉ thi đấu ba chặng đua cuối cùng của mùa giải do bị chấn thương ở vai, phải phẫu thuật.
Mùa giải 2020: Miguel Oliveira bất ngờ giành được 2 chiến thắng. Đó cũng là những chiến thắng đầu tiên trong lịch sử đội đua Tech 3. Ở GP Styria, Oliveira tận dụng tối đa thời cơ khi Jack Miller cạnh tranh với Pol Espargaro để tấn công ở góc cua cuối cùng khiến cho cả hai không kịp trở tay. Còn ở GP Bồ Đào Nha, Oliveira thi đấu mạnh mẽ, giành pole và dẫn đầu từ đầu đến cuối, trở thành tay đua người Bồ Đào Nha đầu tiên chiến thắng trên sân nhà.
Mùa giải MotoGP 2021 Miguel Oliveira được đôn lên đội đua xưởng KTM. Mặc dù không lọt vào top-10 ở năm chặng đua đầu tiên, nhưng Oliveira đã thi đấu chói sáng ở ba chặng đua tiếp theo, với một chiến thắng bằng cách khuất phục Fabio Quartararo ở GP Catalunya  và hai lần về nhì ở GP Italia và GP Đức.

## Thống kê thành tích
(Tính đến chặng đua GP Hà Lan 2021)
| Mùa giải | Thể thức | Xe          | Đội đua                     | Số xe | Race | Win | Podium | Pole | FLap | Pts  | Plcd | WCh |
| -------- | -------- | ----------- | --------------------------- | ----- | ---- | --- | ------ | ---- | ---- | ---- | ---- | --- |
| 2011     | 125cc    | Aprilia     | Andalucia Banca Civica      | 44    | 11   | 0   | 0      | 0    | 0    | 44   | 14th | –   |
| 2012     | Moto3    | Suter Honda | Estrella Galicia 0,0        | 44    | 17   | 0   | 2      | 0    | 0    | 114  | 8th  | –   |
| 2013     | Moto3    | Mahindra    | Mahindra Racing             | 44    | 17   | 0   | 1      | 1    | 3    | 150  | 6th  | –   |
| 2014     | Moto3    | Mahindra    | Mahindra Racing             | 44    | 17   | 0   | 1      | 0    | 0    | 110  | 10th | –   |
| 2015     | Moto3    | KTM         | Red Bull KTM Ajo            | 44    | 17   | 6   | 9      | 1    | 3    | 254  | 2nd  | –   |
| 2016     | Moto2    | Kalex       | Leopard Racing              | 44    | 14   | 0   | 0      | 0    | 0    | 36   | 21st | –   |
| 2017     | Moto2    | KTM         | Red Bull KTM Ajo            | 44    | 18   | 3   | 9      | 2    | 3    | 241  | 3rd  | –   |
| 2018     | Moto2    | KTM         | Red Bull KTM Ajo            | 44    | 18   | 3   | 12     | 0    | 1    | 297  | 2nd  | –   |
| 2019     | MotoGP   | KTM         | Red Bull KTM Tech3          | 88    | 16   | 0   | 0      | 0    | 0    | 33   | 17th | –   |
| 2020     | MotoGP   | KTM         | Red Bull KTM Tech3          | 88    | 14   | 2   | 2      | 1    | 1    | 125  | 9th  | –   |
| 2021     | MotoGP   | KTM         | Red Bull KTM Factory Racing | 88    | 9    | 1   | 3      | 0    | 1    | 85*  | 7th* | –   |
| Total    | Total    | Total       | Total                       | Total | 168  | 15  | 39     | 5    | 12   | 1489 |      | 0   |